# Lockheed Vega

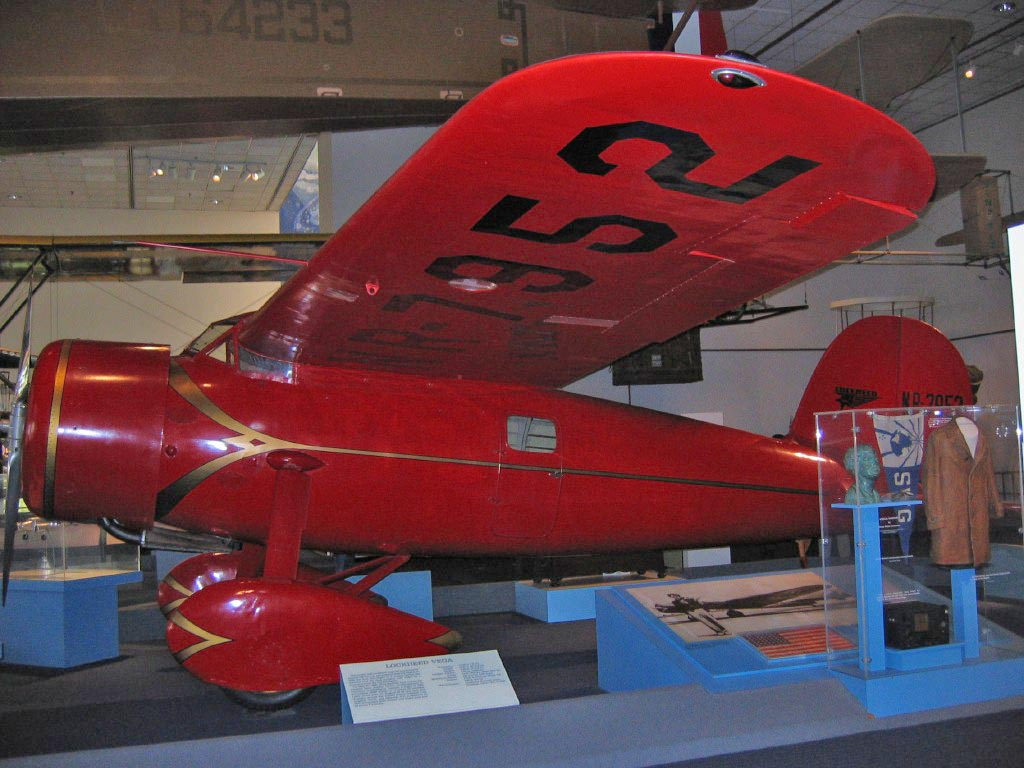
Lockheed Vega 5B gevlogen door Amelia Earheart

De Lockheed Vega is een Amerikaans eenmotorig hoogdekker passagiersvliegtuig ontworpen door John Knudsen Northrop en Gerald Vultee. De Vega werd gebouwd door vliegtuigfabriek Lockheed. Het toestel maakte zijn eerste vlucht op 4 juli 1927, er zijn 132 exemplaren van gebouwd.
De Lockheed Vega was ontworpen als een snel en robuust toestel voor vier passagiers. Het toestel was geheel geconstrueerd van hout. De romp had een monocoque constructie van gelijmde houtlagen. De vleugels waren geheel vrijdragend en bedekt met houten platen. Voor de motor werd gekozen voor de  betrouwbare Wright Whirlwind 225 pk stermotor. Het vliegtuig had een vast landingsgestel met twee aan de romp bevestigde hoofdwielen en een staartwiel.
Het vervoeren van slechts vier passagiers was echter commercieel minder aantrekkelijk. In latere modellen, die geschikt waren voor zes passagiers, werd de motor vervangen door krachtiger versies van Pratt & Whitney met een gestroomlijnde NACA motorkap.

## Varianten

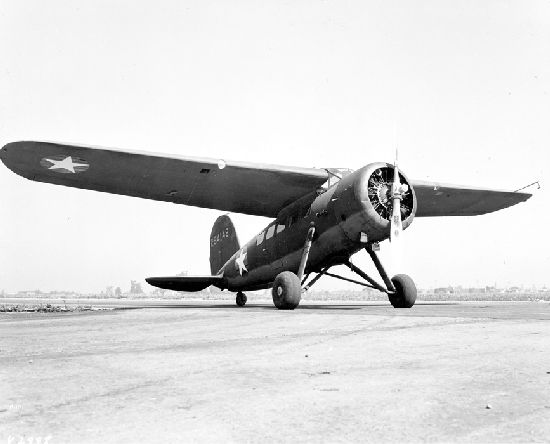
Lockheed UC-101

Vega 1Passagiersvliegtuig voor 4 passagiers plus 1 piloot. Wright J-5 Whirlwind 225 pk stermotor.
Vega 2Passagiersvliegtuig voor 4 passagiers plus 1 piloot. Wright J-6 Whirlwind 300 pk stermotor.
Vega 2AGemodificeerde Vega 2 voor een  hoger startgewicht.
Vega 2DGemodificeerde Vega 1 and Vega 2 met een Pratt & Whitney Wasp 300 pk motor.
Vega 5Verbeterde versie, geleverd met diverse Pratt & Whitney Wasp motoren van 410-450 pk.
Vega 5A ExecutiveVersie met luxe interieur.
Vega 5BVersie voor 6 passagiers plus 1 piloot.
Vega 5CVersie met aangepaste staartvlakken.
DL-1Vega 5C met een lichtmetalen romp. Gebouwd door de Detroit Aircraft Corporation.
DL-1A/DL-1 SpecialSpeciale versie voor luchtraces en het neerzetten van records.
DL-1BIdentiek aan de DL-1
Y1C-12Militaire versie, geleverd aan U.S. Army Air Corps voor testdoeleinden.
Y1C-17Militaire versie, geleverd aan U.S. Army Air Corps voor testdoeleinden.
UC-101Vega 5C, in dienst gekomen van de U.S. Army Air Force in 1942.

## Historische vluchten
1928Nonstop coast-to-coast recordvlucht door piloot Arthur C. Goebel in 18 uur en 58 minuten van New York naar Los Angeles met de Vega Yankee Doodle (NX4769).
1931Wiley Post maakt met de Lockheed Vega 5C Winnie Mae een 24.903 km lange vlucht rond de wereld in 8 dagen, 15 uur en 51 minuten.
1932Transatlantische solovlucht door Amelia Earhart, de eerste vrouw die deze prestatie volbracht.

## Specificaties
- Type: Lockheed Vega 5C
- Fabriek: Lockheed

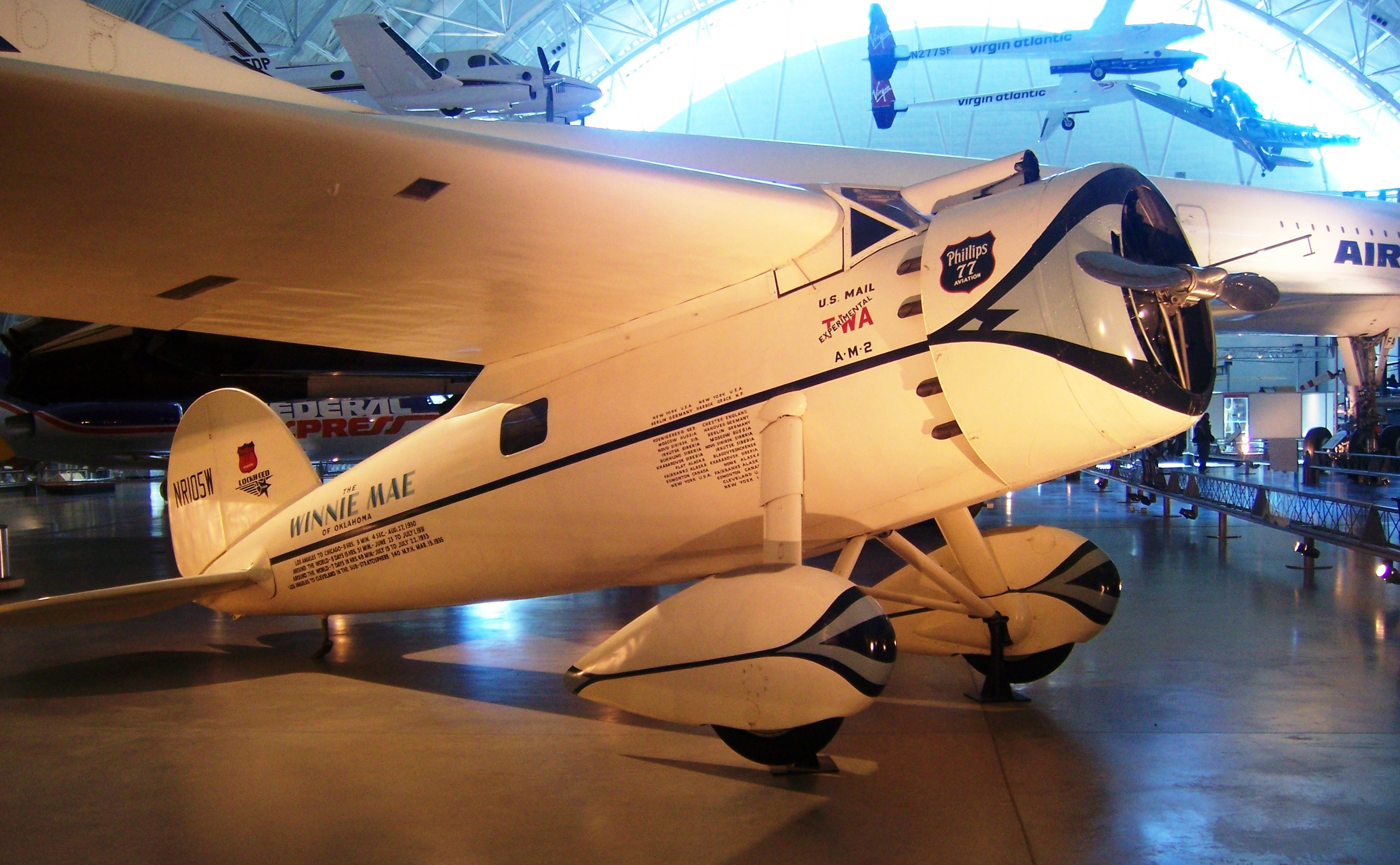
Lockheed Vega 5C - Winnie Mae

- Ontwerpers: John Knudsen Northrop en Gerald Vultee
- Bemanning: 1
- Aantal pssagiers: 6
- Lengte: 8,38 m
- Spanwijdte: 12,0 m
- Hoogte: 2,59 m
- Vleugelprofiel: Clark Y
- Vleugel oppervlak: 25,5 m²
- Leeggewicht: 1163 kg
- Maximum gewicht: 2041 kg
- Brandstofcapaciteit: 610 liter
- Motor: 1 × Pratt & Whitney R-1340C Wasp negencilinder stermotor, 450 pk (340 kW)
- Propeller: tweeblads met vaste spoed
- Eerste vlucht: 4 juli 1927
- Aantal gebouwd: 132
- Status: niet actief

Prestaties:
- Maximumsnelheid: 298 km/h (wielonderstel)
- Kruissnelheid: 266 km/u
- Klimsnelheid: 6,6 m/s
- Plafond: 5800 m
- Vliegbereik: 1167 km
- Vleugelbelasting: 86 kg/m²